# جورج كوزاك
جورج كوزاك (بالرومانية: George Cosac)‏ مواليد 26 يناير 1968 في كونستانتسا، جمهورية رومانيا الاشتراكية، هو لاعب كرة مضرب روماني سابق وكان يلعب باليد اليمنى. أعلى تصنيف له في الفردي كان المركز الـ 265 في سنة 1995. سبق أن شارك في دورة الألعاب الأولمبية الصيفية. حصل على الوصافة في ثلاث بطولات للزوجي في 1990 و1993 و1998.

## روابط خارجية
- جورج كوزاك على موقع رابطة محترفي التنس (الإنجليزية)
- جورج كوزاك على موقع الاتحاد الدولي لكرة المضرب (الإنجليزية)
- جورج كوزاك على موقع كأس ديفيز (الإنجليزية)
- جورج كوزاك على موقع خلاصة التنس.كوم (الإنجليزية)
- جورج كوزاك على موقع أوليمبيديا (الإنجليزية)